# Stefan Poutsma
Stefan Poutsma (Groningen, 10 de setembre de 1991) és un ciclista neerlandès que competeix professionalment des del 2011 fins al 2016.

## Palmarès
- 2013
  - 1r a la Carpathia Couriers Path i vencedor d'una etapa
- 2015
  - Vencedor d'una etapa al Podlasie Tour
  - Vencedor d'una etapa a la Dookoła Mazowsza